# Pháo đài XV Toruń

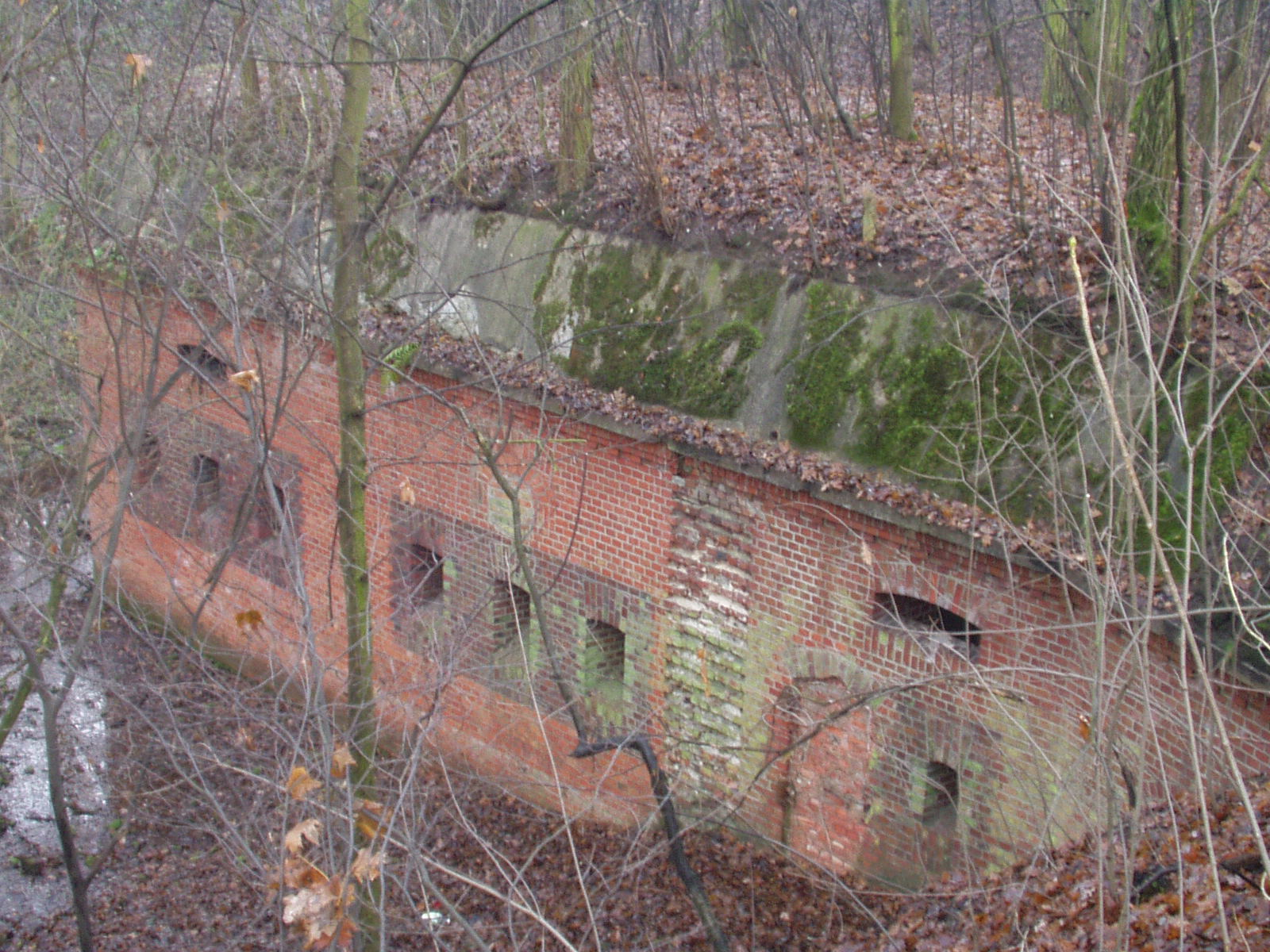
Một phần của pháo đài XV

Pháo đài XV Toruń hay Pháo đài XV Henryk Dąbrowski, là một pháo đài pháo binh, nằm ở vòng ngoài của hệ thống pháo đài Toruń. Vị trí của pháo đài nằm ở phía trái của thành phố Toruń, thuộc quận Rudak, đường Rypińska, cách trung tâm phố cổ khoảng 4,4 km. Pháo đài được xây dựng dưới tên Fort VII Hermann von Salza.

## Lịch sử
Pháo đài XV Henryk Dąbrowski được xây dựng vào năm 1882 - 1884 bằng bê tông và gạch. Đây là một pháo đài kiểu cũ với đường viền rào chắn bên ngoài, pháo đài có 12 vị trí pháo mở (pháo lộ thiên) không có các bệ pháo cố định. Pháo đài phù hợp cho 1 tiểu đoàn pháo binh và 1 tiểu đoàn bộ binh.
Năm 1894, các công trình đã được cải tạo trong khu vực pháo đài XV và nó đã được gia cố và bổ sung để có thể chống được đạn súng 150 mm, bằng cách cho thêm các tấm bê tông dày 1 m vào các doanh trại pháo đài. Năm 1911, một nhà máy đã được bổ sung vào pháo đài. Năm 1914, các tuyến đường được xây dựng để tạo nên các lối đi quan trọng bên trong pháo đài.
Sau khi pháo đài được Quân đội Ba Lan tiếp quản, thì đây đã trở thành một phần của Trại thực tập số 11 dành cho những người lính Nga từ cuộc chiến tranh Ba Lan-Bolshevik. Vào năm 1940, có 44 tù binh Pháp từ Stalag XXA (ký hiệu tù binh trong chiến tranh thế giới thứ II của Đức) đã bị giam giữ tại đây. Từ tháng 2/1945, một trại lao động dành cho những người thực tập có nguồn gốc từ Đức hoạt động tại đây.